# Данфилд, Терри
Теренс Данфилд (англ. Terence "Terry" Dunfield; род. 20 февраля 1982, Ванкувер, Канада) — канадский футболист, полузащитник, и тренер. Выступал за сборную Канады.

## Клубная карьера

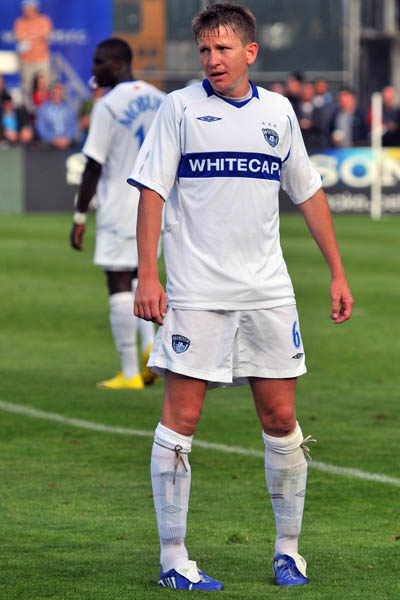
Данфилд в составе «Ванкувер Уайткэпс»

Во время детского турнира в английском Кили Данфилда заметили скауты «Манчестер Сити» и пригласили в академию клуба. В юношеской команде он занимался с Шоном Райтом Филлипсом и Джоуи Бартоном. В 2001 году в матче против лондонского «Челси» Терри дебютировал в английской Премьер-лиге, заменив во втором тайме Джеффа Уайтли. В 2002 году для получения игровой практики Данфилд на правах аренды перешёл в «Бери», по окончании которой, несмотря на предложение нового контракта с горожанами, он остался в команде. С «Бери» Терри подписал контракт на три года. В январе 2005 года в поединке против «Лейтон Ориент» он сломал коленную чашечку и на два года оказался вне футбола. Несмотря на долгий период восстановления, в 2007 году Данфилд смог подписать контракт с «Маклсфилд Таун». Терри отлично провёл первый после травмы сезон и по его итогам был признан футболистом года в команде.
В начале 2009 года Данфилд перешёл в «Шрусбери Таун». Сумма трансфера составила 65 тыс. фунтов. 27 января в матче против «Барнета» он дебютировал за новую команду. 28 декабря в поединке против «Брэдфорд Сити» Терри забил свой первый гол за «Шрусбери».
Летом 2010 года, несмотря на интерес со стороны шотландского «Мотеруэлла», Данфилд вернулся в Канаду, где стал футболистом клуба второго дивизиона «Ванкувер Уайткэпс». После преобразования «Ванкувер Уайткэпс» во франшизу MLS Данфилд был подписан вновь образованным клубом 10 декабря 2010 года. 19 марта 2011 года в матче стартового тура сезона против «Торонто» он дебютировал в высшей лиге, отличившись голом.
14 июля 2011 года Данфилд был обменян в «Торонто». 31 июля в матче против «Портленд Тимберс» он дебютировал за новый клуб, заменив во втором тайме Джулиана де Гузмана. 12 июля 2012 года в поединке против своей бывшей команды «Ванкувер Уайткэпс» Данфилд забил свой первый гол за «Торонто». В том же году он был признан футболистом года в клубе. 13 июня 2013 года «Торонто» поместил Данфилда в список отказов.
В начале 2014 года Данфилд вернулся в Англию, где подписал краткосрочное соглашение с «Олдем Атлетик» до конца сезона. 22 февраля в матче против «Джиллингема» он дебютировал за новую команду. Терри лишь дважды вышел на поле и летом покинул клуб.
В октябре 2014 года Данфилд присоединился к шотландскому «Росс Каунти». 18 октября в поединке против «Селтика» он дебютировал в шотландском Премьершипе. По окончании сезона Данфилд стал свободным агентом.

## Международная карьера
В составе сборной Канады до 20 лет Данфилд принимал участие в молодёжном чемпионате мира 2001.
29 мая 2010 года в товарищеском матче против сборной Венесуэлы Данфилд дебютировал за сборную Канады. 1 июня 2011 года в поединке против сборной Эквадора Терри забил свой первый гол за национальную команду.
Летом того же года Данфилд попал в заявку на участие в Золотом кубке КОНКАКАФ. На турнире он принял участие в матчах против сборных США, Панамы и Гваделупы.

### Голы за сборную Канады
| # | Дата        | Место                      | Противник | Счёт | Результат | Соревнование      |
| - | ----------- | -------------------------- | --------- | ---- | --------- | ----------------- |
| 1 | 1 июня 2011 | Бимо Филд, Торонто, Канада | Эквадор   | 1:0  | 2:2       | Товарищеский матч |

## Тренерская карьера
После завершения игровой карьеры Данфилд присоединился к академии ФК «Торонто» в качестве главного тренера команды до 17 лет. 26 июня 2023 года он был назначен исполняющим обязанности главного тренера первой команды «Торонто» после увольнения Боба Брэдли.